# George Sallit
George Sallit (...) è un astronomo amatoriale britannico, di professione docente.
Il Minor Planet Center gli accredita la scoperta dell'asteroide 26921 Jensallit effettuata il 15 ottobre 1996.